# Alex Ribeiro (músico)
Alex Ribeiro, nome artístico de Alexsander de Souza Maciel (Rio de Janeiro, 6 de julho de 1972), é um cantor, compositor e instrumentista de Música popular brasileira. Filho do também músico Roberto Ribeiro, é um dos grandes nomes do Império Serrano.

## Obras
- Chora (part. Jorge Ney)
- Dor sem perdão (part. Jorge Lucas)
- Império de bambas (part. Wandinho Ribeiro)
- Luz do meu amanhecer (part. Almir Mathias)
- Nuvens (part. Léo Russo e Fernando Magalhães)
- Rainha do Lar (part. Wandinho Ribeiro)